# Leona, Kansas
Leona är en ort i Doniphan County i Kansas. Vid 2010 års folkräkning hade Leona 48 invånare.